# Sandolândia
Sandolândia est une municipalité brésilienne située dans l'État du Tocantins.